# Monte de Piedad y Caja de Ahorros de Alcoy
El Monte de Piedad y Caja de Ahorros de Alcoy fue una entidad financiera de la ciudad de Alcoy (Alicante), Comunidad Valenciana. 

## Historia
En 1874 Diego Fernando Montañés y Álvarez, industrial gaditano que pasó su juventud en Alcoy al mando de una fábrica de paños, legó a su fallecimiento 75.000 pesetas para su creación con el objeto de que los obreros alcoyanos pudiesen obtener dinero a bajo interés. Puso cómo condición que la ciudad de Alcoy aportase la misma cantidad, idea que tuvo buena acogida entre la burguesía alcoyana, que aportó el dinero restante solicitando además que funcionase como una caja de ahorros. 
Fue creada por Real Orden el 8 de junio de 1875. Sus servicios entraron en funcionamiento el 5 de septiembre de dicho año. La creación de la entidad esta vinculada al extraordinario auge industrial de Alcoy a finales del siglo XIX y principios del  siglo XX. En este sentido, cabe afirmar que la entidad tuvo una importante contribución al desarrollo económico e industrial de Alcoy y su comarca. 
En 1975 se fusionó con otras entidades bancarias para formar la Caja de Ahorros de Alicante y Murcia, posteriormente Caja Mediterráneo, sucesivamente.

## Edificio
El edificio del Monte de Piedad de Alcoy fue construido en 1909 por el arquitecto alcoyano Vicente Pascual Pastor. Es un edificio de estilo modernismo valenciano, exento, en la calle de Rigoberto Albors de la capital alcoyana.
Se construyó siendo Enrique Vilaplana Juliá, presidente de la entidad. En este hecho no cabe duda de que influiria que el mismo arquitecto que construyó la sede de la entidad, el alcoyano Vicente Pascual Pastor, había edificado la residencia particular de su presidente, la Casa Vilaplana, tres años antes, en 1906. Además, ambos edificios se encuentran muy próximos. 
El edificio consta de cuatro plantas que ocupan toda la manzana. Los paramentos de fachada se retranquean de las alineaciones de las calles para dejar una franja con árboles que se cierra con rejas de hierro sobre el muro de sillería y dos pilares adornados con motivos del movimiento modernista Sezession. 
El acceso principal esta señalizado por una escalinata y un cuerpo saliente rematado por un frontis con un reloj. El vestíbulo, de techos altos, está limitado frontalmente por un paramento con tres arcos de medio punto detrás del cual hay una escalinata imperial, limitada por arcos y pilastras y cerrada con tres vidrieras de colores vivos y dibujos en las que se alaba el ahorro.
Después de ser la sede y oficinas de la entidad financiera, primero, y lugar de beneficencia posteriormente, en el año 2000 se proyectó su rehabilitación para usos culturales. El 28 de diciembre de 2010 se inauguró en el edificio el Centre d'Art d'Alcoi, museo dedicado al arte. Al quebrar la entidad propietaria del edificio, Caja Mediterráneo, el museo cerró siete meses más tarde y fue reabierto en noviembre de 2018 como sede del Institut Valencià d'Art Modern.